# Sebastian Jaworski
Sebastian Jaworski (ur. 10 lutego 1979 w Strzelinie) – polski operator filmowo-reklamowy. Reżyserował również seriale, teledyski oraz filmy krótkometrażowe.

## Twórczość

### Seriale
- Klan (1999–2005)
- Kochaj mnie kochaj (2006)
- Kopciuszek (2006)
- Dwie strony medalu (2007)
- Egzamin z życia (2007)
- Tylko miłość (2007)
- Faceci do wzięcia (2007)
- Ranczo (2007)
- Brzydula (2008–2009)
- Dom nad rozlewiskiem (2010)
- Życie nad rozlewiskiem (2011)
- Wiadomości z drugiej ręki (2011)
- Galeria (2011–2012)

### Programy telewizyjne
- Muzyczna winda (2004)
- Alfabet Kulinarny Kurta Schellera (2004)
- Nerki filtry życia (2004)
- Indeks z przyszłością (2012)